# Night Gallery
Night Gallery ist eine US-amerikanische Fernsehserie, die von 1969 bis 1973 auf dem US-Fernsehsender NBC lief. Sie umfasst einen Pilotfilm und 43 Episoden, aufgeteilt in 3 Staffeln. Moderator und Autor war Rod Serling, Erfinder der Kultserie Twilight Zone.

## Inhalt
Jede Episode beginnt damit, dass Rod Serling in einem alten Museum erscheint, dem Publikum unheimliche Gemälde vorstellt und die dazu gehörenden Geschichten erzählt. Die Anzahl und Länge der Geschichten variiert in jeder Episode. Anders als Serlings Vorgängerserie Twilight Zone, die mehr auf Science-Fiction-Elemente setzt, konzentriert sich Night Gallery auf Horror und Mystery.

## Hintergrund
Wie auch schon bei der Twilight Zone verfasste Rod Serling einen Großteil der Drehbücher für die Night Gallery selbst. Darunter befanden sich aber auch Adaptionen von Werken anderer Autoren (beispielsweise die H. P. Lovecraft-Geschichten Cool Air und Pickmans Modell).
Die unheimlichen Gemälde wurden von Thomas J. Wright angefertigt.

## Veröffentlichung
Der Pilotfilm feierte am 8. November 1969 seine Premiere im US-Fernsehen. Die Regie in dem in 3 Episoden unterteilten Film übernahmen Boris Sagal, Steven Spielberg und Barry Shear. In Deutschland erschien der Film unter dem Titel ...und die Alpträume gehen weiter 1987 auf Video und am 18. Oktober 2019 erstmals auch auf DVD.
Die Fernsehserie lief vom 16. Dezember 1970 bis zum 27. Mai 1973 auf NBC.

## Auszeichnungen
Night Gallery war zweimal für den Emmy nominiert.
Rod Serling gewann für das Drehbuch zum Night Gallery-Pilotfilm den Edgar Allan Poe Award.